# Ulrik le Fevre
Ulrik le Fevre, född 25 juni 1946 i Vejle, död 24 februari 2024, var en dansk fotbollsspelare och fotbollstränare.
Han spelade för Vejle BK, Borussia Mönchengladbach (1969–1972) och Club Brugge KV (1972–1977). Le Fevre var en offensiv spelare. Han spelade 37 A-landskamper för Danmark. 1971 var han den första att motta utmärkelsen för årets mål i Tyskland (Tor des Jahres).